# Sally Conway
Sally Conway, född den 1 februari 1987 i Bristol, är en brittisk judoka.
Hon tog OS-brons i de olympiska judo-turneringarna vid olympiska sommarspelen 2016 i Rio de Janeiro i damernas mellanvikt..